# Daru Taumua
Daru Taumua (1º novembre 1991) è un calciatore samoano americano, difensore del Pago Youth FC.

## Carriera

### Club
Ha giocato 3 partite nella OFC Champions League 2012-2013 con la maglia del Pago Youth.

### Nazionale
Nel 2011 ha giocato 6 partite in nazionale, 3 delle quali in incontri valevoli per le qualificazioni ai Mondiali del 2014.